# Painel Brasileiro de Mudanças Climáticas

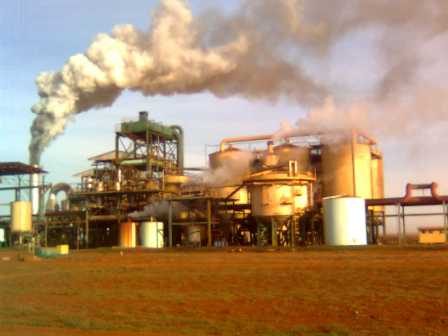
As indústrias são grandes emissoras de gás carbônico na atmosfera, um dos principais gases estufa produtores do aquecimento global.

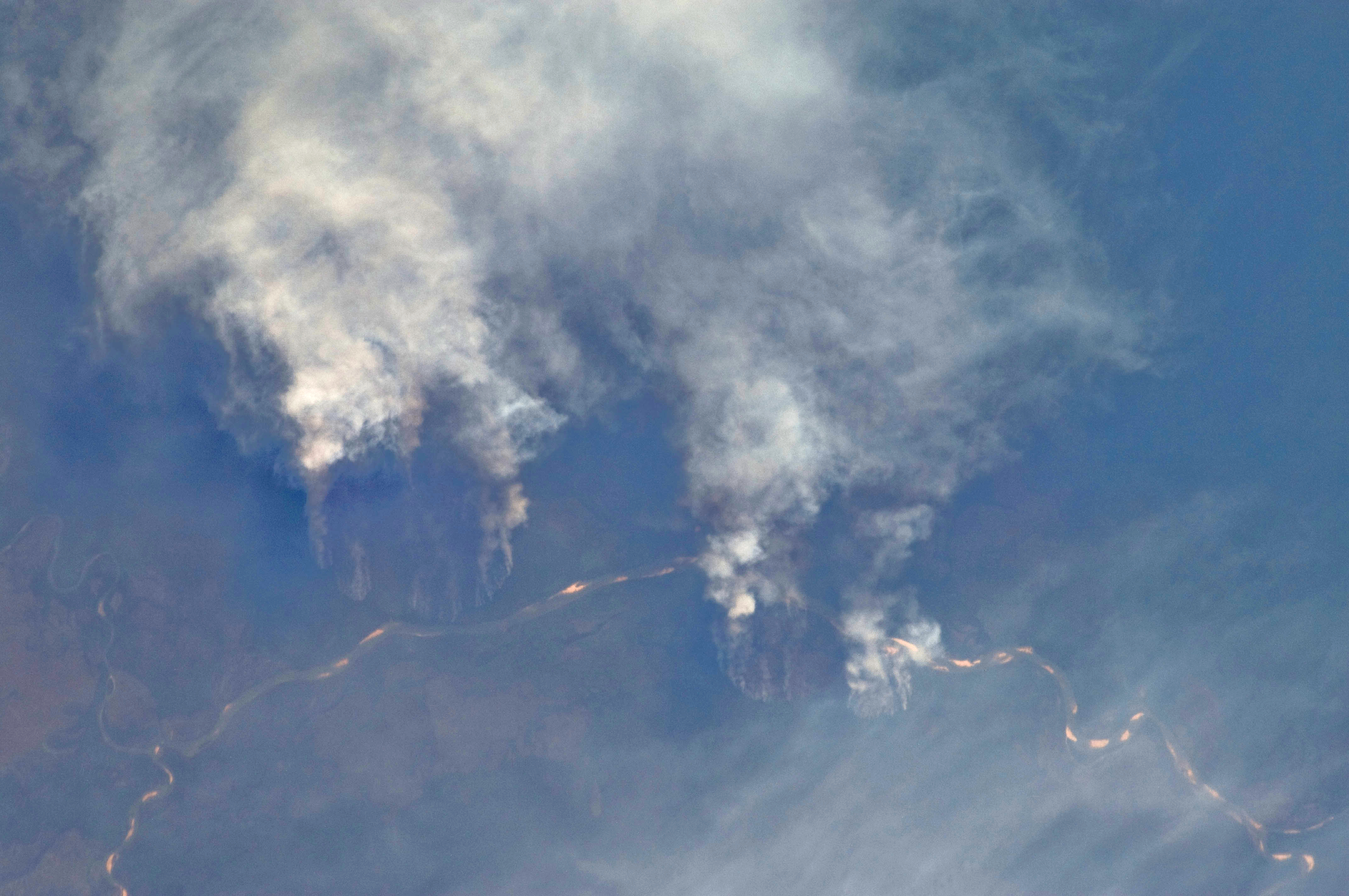
Fumaça de queimadas ao longo do rio Xingu. A queimada é uma prática agrícola comum no Brasil, mas também libera grandes quantidades de gás carbônico, além de provocar grandes perdas em biodiversidade.

O Painel Brasileiro de Mudanças Climáticas (PBMC) é um grupo científico criado pelo governo do Brasil para estudar o tema do aquecimento global na perspectiva brasileira.
O PBMC foi estruturado à inspiração do Intergovernmental Panel on Climate Change (IPCC — Painel Intergovernamental sobre Mudanças Climáticas), grupo fundado no âmbito das Nações Unidas pela Organização Meteorológica Mundial e o Programa das Nações Unidas para o Meio Ambiente, que desde 1990 já publicou cinco grandes relatórios e outros documentos subsidiários sobre o aquecimento global, obras que representam a mais abalizada referência sobre o tema em seu aspecto mundial.
Uma vez que os relatórios do IPCC são globais, com poucos detalhamentos regionais, carecia ser desenvolvido um conhecimento mais profundo sobre as especificidades do problema relativas ao Brasil. Suprindo esta lacuna, em 2009 o Ministério do Meio Ambiente e o Ministério da Ciência, Tecnologia e Inovação criaram o PBMC, reunindo 345 pesquisadores de diversas áreas. Seu lançamento oficial ocorreu em 24 de novembro de 2009. Ele se insere nas atividades governamentais do Plano Nacional sobre Mudança do Clima, principalmente através do seu setor de Pesquisa e Desenvolvimento, apoiando também os setores de Mitigação, Adaptação e Disseminação do Conhecimento.
A missão declarada do PBMC é:
"Disponibilizar informações técnico-científicas sobre mudanças climáticas a partir de avaliação integrada do conhecimento técnico-científico produzido no Brasil ou no exterior, sobre causas, efeitos e projeções relacionadas às mudanças climáticas e seus impactos, de importância para o país. As informações serão divulgadas por meio da elaboração e publicação periódica de Relatórios de Avaliação Nacional, Relatórios Técnicos, Sumários para Tomadores de Decisão sobre Mudanças Climáticas e Relatórios Especiais sobre temas específicos. O PBMC poderá apoiar na cooperação internacional entre países em desenvolvimento, pela divulgação da sua experiência nacional, compartilhar métodos, resultados e conhecimento com objetivo de ajudar países a fortalecer as suas capacidades nacionais de respostas à mudança climática".
O organismo se estrutura formalmente em uma Assembleia Plenária, Conselho Diretor, Comitê Científico, Secretaria-Executiva, Grupos de Trabalho 1, 2 e 3, Força Tarefa em Metodologias de Inventários de Emissões de Gases de Efeito Estufa, e Unidades de Apoio Técnico. No Conselho Diretor estão representantes dos Ministérios da Ciência, Tecnologia e Meio Ambiente, da Academia Brasileira de Ciências, da Sociedade Brasileira para o Progresso da Ciência, da Rede Brasileira de Pesquisas sobre Mudanças Climáticas Globais (Rede CLIMA), da Coordenação de Aperfeiçoamento de Pessoal de Nível Superior (CAPES), do Conselho Nacional de Desenvolvimento Científico e Tecnológico (CNPq) e do Fórum Brasileiro de Mudanças Climáticas (FBMC).
As atividades científicas do PBMC iniciaram já em 2010, e o principal resultado até 2015 foi a publicação da primeira grande síntese científica tratando do aquecimento global em seus efeitos sobre o Brasil, intitulada Primeiro Relatório de Avaliação Nacional sobre Mudanças Climáticas (RAN1), cujos sumários preliminares apareceram a partir de 2013, com a versão final divulgada em janeiro de 2015, cumprindo a primeira etapa dos seus objetivos centrais. No entanto, o trabalho do PBMC é continuado, e outros documentos científicos já foram publicados sob seus auspícios, tratando de aspectos mais pontuais. O RAN1 foi dividido em três volumes, cada qual sob a responsabilidade de um dos Grupos de Trabalho. O primeiro, "Base Científica da Mudança Climática", faz uma síntese da bibliografia produzida na área que fez menção ao Brasil, incluindo os grandes relatórios do IPCC, analisando as causas e características do fenômeno. O segundo volume, "Impactos, Vulnerabilidade e Adaptação", faz um balanço do contexto nacional e descreve os prováveis efeitos do aquecimento para o Brasil, analisando as principais áreas de risco e as medidas necessárias para enfrentar o problema. O terceiro, "Mitigação", aponta os caminhos para minimizar a origem do problema, qual seja, a crescente emissão de gases estufa pelo homem.

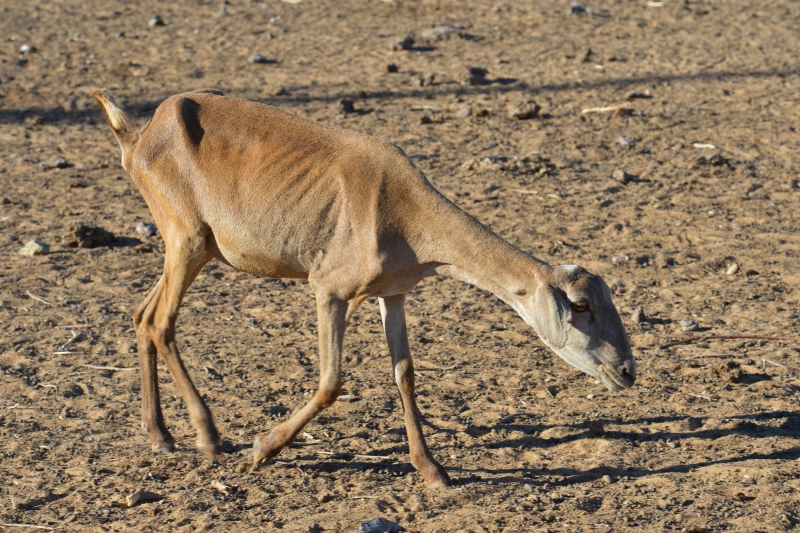
Cabra emagrecida em Petrolina, 2013, na pior seca dos últimos 50 anos no Semiárido nordestino. O Semiárido é um dos biomas que devem receber ainda menos chuvas até 2100, agravando uma situação crônica de escassez de água

Entre as principais conclusões do RAN1 estão a previsão de que até o fim do século XXI a Amazônia pode experimentar uma redução de até 45% nas suas chuvas, e um aumento na temperatura média de até 6 °C, aproximando-se dos piores cenários projetados pelo IPCC e desencadeando mudanças em larga escala no seu bioma. 40% da mata pode vir a desaparecer, transformando-se numa savana, aumentando a ocorrência de secas, provocando uma drástica redução na biodiversidade regional e impactando negativamente o regime de chuvas de todo o país. Para o Semiárido-Caatinga a temperatura também deve se elevar, podendo chegar a 4,5 °C acima da média atual, com uma redução de até 50% nas chuvas, podendo produzir a desertificação em vasta escala em uma região que por natureza já tem um clima muito seco. Para o Cerrado e o Pantanal a situação é semelhante, prevendo-se respectivamente até 5,5 °C e 4,5 °C de elevação térmica e a diminuição de até 45% e até 45% na precipitação. A Mata Atlântica e o Pampa deverão ser também fortemente afetados, embora com uma intensidade ligeiramente menor. Porém, ao contrário das outras regiões, ali em vez de as chuvas diminuírem, devem aumentar de 30 a 40%.
Com impactos tão acentuados, certamente o Brasil sofrerá pesadas consequências em múltiplos níveis, que vão dos seus recursos naturais, sua biodiversidade, e chegam à economia, energia, segurança alimentar e estabilidade social e política. Por exemplo, prevê-se perdas agrícolas de até R$ 7 bilhões anuais até 2020, com reduções em todas as principais culturas brasileiras, como a soja, o milho, o café, o algodão e a laranja. Com a grande redução de chuvas na maior parte do território, a geração de energia elétrica seria também prejudicada e as secas, já calamitosas no Nordeste, deverão ser ainda piores, estendendo-se a outras áreas. Cerca de 11 milhões de hectares de terras agricultáveis podem ser perdidos até 2030 em função do aquecimento. No Sudeste e Sul, onde as chuvas torrenciais já fazem grandes estragos, a ameaça deve se agravar. O prefácio do Volume 2 enfatizou a urgência do desafio e a necessidade de engajamento de toda a sociedade em seu enfrentamento:

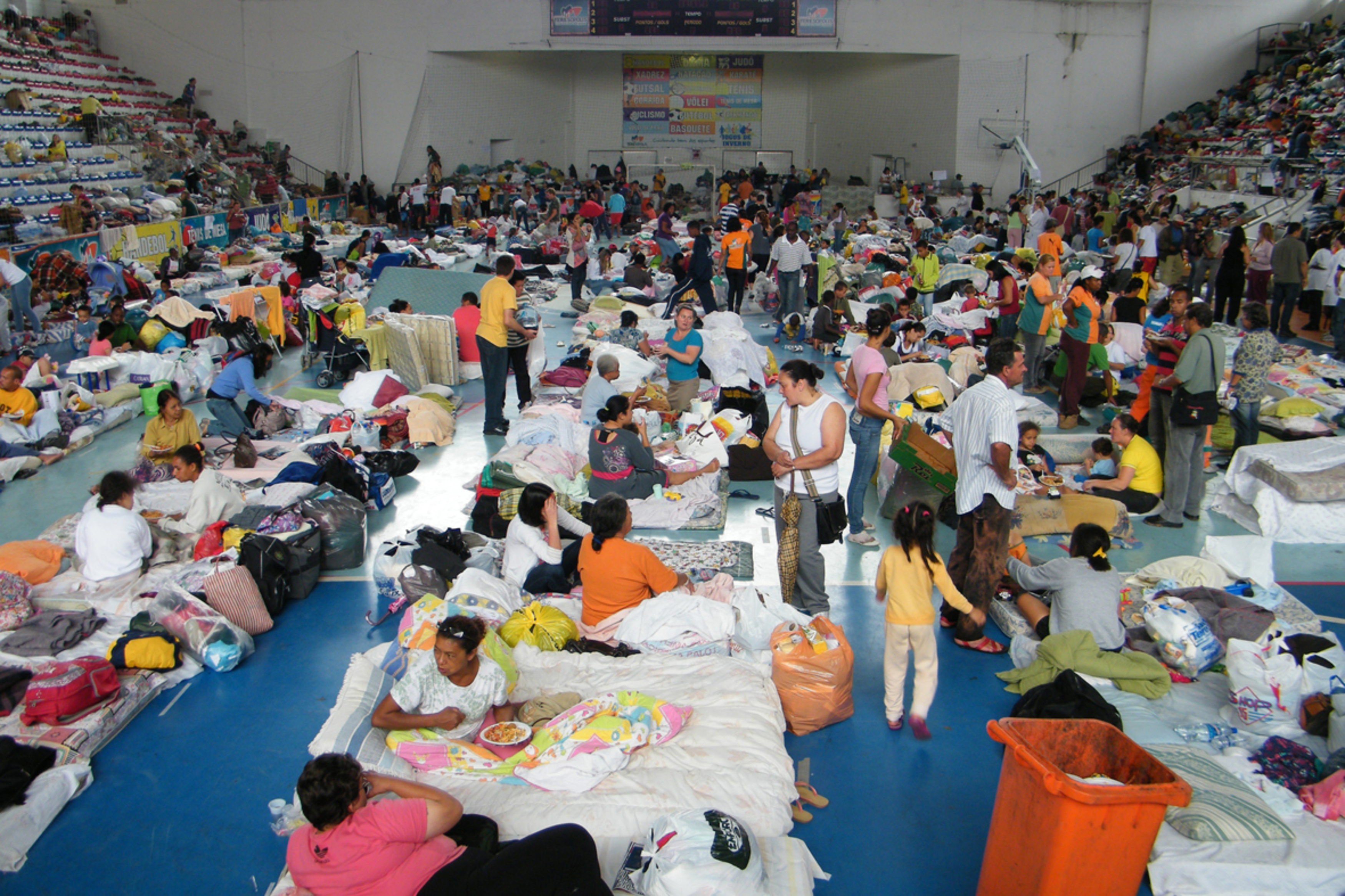
Desabrigados da enchente de 2011 em Teresópolis, estado do Rio, na região Sudeste, que segundo as previsões deve passar a receber ainda mais chuvas até o fim do século, aumentando os riscos para a população.

"A mudança climática é um dos desafios mais complexos deste século. Nenhum país está imune a ela nem pode vir a ser capaz de enfrentar individualmente os desafios interconectados que compreendem decisões políticas e econômicas controversas. [...] As alterações climáticas provocam mudanças nos sistemas geofísicos, biológicos e humanos. Dessa maneira, impõem uma série de desafios ao desenvolvimento, com implicações sobre diversos setores: sociais, econômicos e ambientais, relacionados à indústria, agricultura, comércio, segurança e bem-estar social. [...] A mudança climática torna o desafio do desenvolvimento mais complicado, pois seu impacto pode ser sentido no aumento da frequência de ocorrência de tempestades, inundações, ondas de calor, secas e elevação do nível do mar, sobrecarregando todos os setores da sociedade brasileira. [...] A situação atual do clima exige grandes mudanças no estilo de vida, uma verdadeira revolução energética e a transformação do modo como lidamos com os recursos naturais. Nesse sentido, um processo de adaptação substancial é fundamental para se tentar reverter o panorama atual. [...] Todas as esferas de governo, a indústria, o comércio e a sociedade precisam estar envolvidos no desenvolvimento de uma resposta nacional adequada. Portanto, o entendimento dessas alterações climáticas em cada região é essencial para um planejamento estratégico e o processo de tomada de decisão".
Este importante trabalho, além de seu ineditismo, fez uso de uma tecnologia também inovadora, o primeiro modelo climático desenvolvido no país e voltado para a análise nacional do aquecimento, chamado Modelo Brasileiro do Sistema Terrestre (MBST), que permite fazer projeções futuras sobre a provável evolução do fenômeno sob diferentes cenários de emissão. Segundo Paulo Nobre, um dos administradores do MBST, "o Brasil é hoje o único país do Hemisfério Sul a contar com um modelo próprio. Isso nos dará uma grande autonomia para realizar as simulações que sejam de nosso maior interesse". Para Paulo Artaxo, físico da USP e membro do Conselho Diretor do PBMC, o RAN1 também será útil para se identificar áreas em que são necessárias mais pesquisas, pois apesar do grande número de pesquisadores em atividade, “temos um longo caminho a percorrer. O IPCC tem 20 anos e está indo para seu quinto relatório. Ainda não temos massa crítica de cientistas e falta gente para tocar algumas áreas importantes”.
Desde 2014 o trabalho de PBMC tem focado principalmente no problema das cidades, considerando a tendência contemporânea da concentração da população em zonas urbanizadas, que estão entre as mais vulneráveis aos impactos do aquecimento global, e que dão expressiva contribuição à taxa global de emissões.